# Patinação de velocidade nos Jogos Olímpicos de Inverno de 2014 - 5000 m feminino
As competições de 5000 m feminino da patinação de velocidade nos Jogos Olímpicos de Inverno de 2014 foram disputadas na Adler Arena em Sóchi, em 19 de fevereiro de 2014.

## Medalhistas
| Ouro   | CZE Martina Sáblíková |
| Prata  | NED Ireen Wüst        |
| Bronze | NED Carien Kleibeuker |

## Recordes
Antes desta competição, os recordes mundiais e olímpicos da prova eram os seguintes:
| Tipo | Atleta            | Tempo       | Local          | Data                    |
| ---- | ----------------- | ----------- | -------------- | ----------------------- |
|      | Martina Sáblíková | 6:42.66 min | Salt Lake City | 18 de fevereiro de 2011 |
|      | Claudia Pechstein | 6:46.91 min | Salt Lake City | 23 de fevereiro de 2002 |

## Resultados
| Pos.              | Par | Raia | Atleta                | Tempo   | Diferença | Notas |
| ----------------- | --- | ---- | --------------------- | ------- | --------- | ----- |
| Medalha de ouro   | 7   | O    | CZE Martina Sáblíková | 6:51.54 | —         |       |
| Medalha de prata  | 7   | I    | NED Ireen Wüst        | 6:54.28 | +2.74     |       |
| Medalha de bronze | 5   | O    | NED Carien Kleibeuker | 6:55.66 | +4.12     |       |
| 4                 | 6   | O    | RUS Olga Graf         | 6:55.77 | +4.23     |       |
| 5                 | 8   | O    | GER Claudia Pechstein | 6:58.39 | +6.85     |       |
| 6                 | 8   | I    | NED Yvonne Nauta      | 7:01.76 | +10.22    |       |
| 7                 | 3   | O    | NOR Mari Hemmer       | 7:04.45 | +12.91    |       |
| 8                 | 4   | I    | GER Stephanie Beckert | 7:07.79 | +16.25    |       |
| 9                 | 3   | I    | RUS Anna Chernova     | 7:08.71 | +17.17    |       |
| 10                | 2   | O    | JPN Shoko Fujimura    | 7:09.65 | +18.11    |       |
| 11                | 1   | O    | GER Bente Kraus       | 7:10.65 | +19.11    |       |
| 12                | 6   | I    | JPN Shiho Ishizawa    | 7:11.54 | +20.00    |       |
| 13                | 5   | I    | JPN Masako Hozumi     | 7:12.42 | +20.88    |       |
| 14                | 2   | I    | CAN Ivanie Blondin    | 7:20.10 | +28.56    |       |
| 15                | 1   | I    | POL Katarzyna Wozniak | 7:28.53 | +36.99    |       |
| 16                | 4   | O    | USA Maria Lamb        | 7:29.64 | +38.10    |       |

Legenda
| Recorde mundial      | Recorde mundial (World record)               |                       | Recorde africano                      | Recorde africano (African) |                                           | Q | Classificado por posição (Qualified) |
| Recorde olímpico     | Recorde olímpico (Olympic record)            | Recorde da América    | Recorde da América (Americas)         | q                          | Classificado por melhor tempo (Qualified) |   |                                      |
| Melhor marca do ano  | Melhor marca do ano (World leading)          | Recorde asiático      | Recorde asiático (Asian)              | DNS                        | Não largou (Did not start)                |   |                                      |
| Recorde nacional     | Recorde nacional (National record)           | Recorde europeu       | Recorde europeu (European)            | DNF                        | Não terminou (Did not finish)             |   |                                      |
| Recorde pessoal      | Recorde pessoal do atleta (Personal best)    | Recorde da Oceania    | Recorde da Oceania (Oceania)          | DSQ / DQ                   | Desclassificado (Disqualified)            |   |                                      |
| Recorde da temporada | Recorde da temporada do atleta (Season best) | Recorde sul-americano | Recorde sul-americano (South America) | NM                         | Sem marca (No mark)                       |   |                                      |